# Carlo Alberto (pirofregata)
La Carlo Alberto è stata una pirofregata di I rango ad elica della Regia Marina, già della Marina del Regno di Sardegna.
Scafo in legno con carena rivestita di rame, armata con 51 cannoni; propulsione ad elica; commissionata nel 1851 per la Marina del Regno di Sardegna, la nave entrò in servizio sul finire del 1853.

## Storia
Al momento dello scoppio della I Guerra d’Indipendenza, la Marina del Regno di Sardegna disponeva solamente di pochi bastimenti a vapore a ruote di scarso valore bellico: la Gulnara (in servizio dal 1834), l'Ichnusa (1837), il Tripoli (1840), il Malfatano (1844), ed l'Authion (1847), tutti con macchine costruite in Gran Bretagna. Durante il conflitto fu acquistato il piroscafo Mongibello, appartenente all’amministrazione civile del Regno delle Due Sicilie ma costruito dal cantiere britannico William Pitcher di Northfleet, che venne ribattezzato Monzambano ed armato. 
La campagna in Adriatico del 1848-49, peraltro inconcludente, dimostrò alla Marina e al governo sabaudi la necessità ormai inderogabile di poter disporre di bastimenti a vapore di grandi dimensioni. Come prima misura d’emergenza, furono acquistati in Gran Bretagna due bastimenti a ruote, le pirofregate Costituzione e Governolo, armate ciascuna con una decina di cannoni di grosso calibro, che giunsero però a Genova solo a conflitto concluso.
All’epoca, le Marine francese e britannica avevano già imboccato la strada delle fregate propulse ad elica; quella francese con la Pomone, e quella britannica con l’Arrogant, ottenuta trasformando un’unità a vela, e la immediatamente successiva e più grande Imperieuse. I vantaggi dell’elica erano evidenti: le grandi ruote laterali e il relativo ingombrante e pesante macchinario occupavano quasi la metà della lunghezza dello scafo, riducendo drasticamente il numero di cannoni che si potevano installare lungo le fiancate. La scomparsa delle ruote e l’ingombro molto più ridotto delle macchine che azionavano l’asse dell’elica e che occupavano solamente lo spazio al di sotto del ponte di batteria, consentirono di armare nuovamente le fregate ad elica con un numero di pezzi uguale a quello delle navi a vela di pari dimensioni.
Data la mancanza di esperienza del Genio Navale della Marina e dei cantieri dello stato sabaudo nella progettazione e costruzione di grandi navi a vapore ad elica e la mancanza di un’industria in grado di realizzare macchine a vapore, quando fu presa la decisione di acquisire una pirofregata ad elica, fu necessario rivolgersi alla Gran Bretagna sia per la costruzione della nave che per quella delle macchine.
A gennaio del 1851 il ministro di Guerra e Marina del Regno di Sardegna incaricò un ufficiale della Marina sarda che si trovava in Gran Bretagna di informarsi nel modo più preciso possibile del “...costo di una fregata ad elice (sic) che si vorrebbe armata col maggior numero possibile di cannoni e di forte portata...”.
Tra i progetti che vari cantieri britannici presentarono al Ministero venne scelto quello del cantiere di Thomas & William Smith di Newcastle, 
Il 13 gennaio del 1852 fu emanato il decreto reale che autorizzava il capitano in 2° di vascello Galli della Mantica a firmare con il cantiere di Thomas & William Smith di Newcastle il contratto per la costruzione di "...una fregata ad elica della portata di 2.415 tonnellate circa…"; il contratto venne firmato pochi giorni dopo.
A differenza di quanto scritto da Bargoni e Gay in “Navi a vela e navi miste italiane” (p.186), probabilmente riprendendo quanto scritto da Lamberto Radogna in "Cronistoria delle unità da guerra delle Marine preunitarie", USMM, Roma, 1981, la macchina del Carlo Alberto non fu ordinata alla ditta Penn & Sons di Greenwich, la cui offerta era stata scartata quando la ditta stessa aveva comunicato di non essere in grado di garantire la consegna della macchina nei tempi richiesti dalla Marina. La macchina della forza di 400 CV venne invece ordinata alla ditta Stephenson & Co di Newcastle e il relativo contratto fu firmato solo alla fine di giugno del 1852.
La pirofregata giunse a Genova a giugno del 1854.
Il Carlo Alberto compì il suo primo viaggio interno giungendo da Genova a Cagliari il 22 novembre 1854 ai comandi del capitano di vascello Vittorio Riccardi dei conti di Netro.
Nell'aprile 1855, durante la guerra di Crimea, la Carlo Alberto fece parte della Divisione Navale sarda inviata in Crimea (forte complessivamente di 23 navi di vario tipo, 126 pezzi d’artiglieria e 2574 uomini), partecipando alle operazioni di tale conflitto. La fregata lasciò Genova il 24 aprile 1855, con a bordo truppe, armamenti e munizioni dirette in Crimea, e giunse a Balaklava il 28 maggio dello stesso anno. Durante il conflitto di Crimea la Carlo Alberto partecipò, insieme alla pirofregata a ruote Costituzione, ai soccorsi al piroscafo inglese Manila, che si era incendiato, e fu poi aggregata alla squadra che il 6 giugno 1855 avrebbe bombardato le fortezze di Sebastopoli (azione poi non eseguita). La sua attività principale durante la guerra consisté comunque in missioni di trasporto truppe e rifornimenti tra Genova e la Crimea, protrattesi sino all'autunno del 1856.
Negli anni seguenti la nave espletò compiti di rappresentanza.
Nel 1859, durante la seconda guerra d'indipendenza, l'unità trasportò da Tolone a Genova reparti francesi da impiegare in Italia, dopo di che, il 18 giugno dello stesso anno – era comandante della nave Carlo Pellion di Persano – fu inviata in Adriatico.
Il 28 aprile 1860, due settimane prima dell'inizio dell'impresa dei Mille, la Carlo Alberto venne inviata, insieme alle pirofregate Maria Adelaide e Vittorio Emanuele, in ricognizione lungo le coste della Sardegna.
Durante la spedizione dei Mille la Carlo Alberto fu mandata ad osservare l'avanzata delle truppe garibaldine che seguì da Marsala fino a Napoli, da dove, alle sette di sera del 6 settembre 1860, assisté alla fuga del re Ferdinando II di Borbone sull'avviso Messaggero, diretto a Gaeta.
Assegnata poi alla squadra comandata dall'ammiraglio Persano, la Carlo Alberto partì da Napoli l'11 settembre 1860 per prendere parte all'assedio di Ancona. Il 16 settembre la squadra giunse nei pressi del capoluogo marchigiano; dopo aver inviato la pirofregata Costituzione in ricognizione, la formazione di Persano diresse per Rimini e poi Senigallia per cercare il generale Fanti, col quale l'ammiraglio avrebbe dovuto concordare le operazioni per occupare la piazzaforte marchigiana: il generale si era tuttavia già spostato con le sue truppe a Castelfidardo, e qui lo contattò Persano. Il 18 settembre, pianificato l'attacco, la flotta italiana fece la sua comparsa nelle acque di Ancona, venendo fatta segno del tiro delle fortezze difensive ed aprendo quindi a sua volta il fuoco. In questa prima azione di bombardamento venne pesantemente danneggiata la batteria di Colle Cappuccini, ma alcune cannonate caddero anche sulla città provocando la morte di una donna e due bambini. Il 20 settembre fu posto il blocco navale (eccezion fatta solo per la pesca), mentre il 22 ed il 23 furono effettuate nuove azioni di bombardamento, dirette principalmente contro la batteria del Cardeto. Il 25 ed il 26 settembre vennero fatti tentativi con squadre che su scialuppe sbarcarono per rimuovere le catene che impedivano alle navi italiane l'accesso nel porto, ma in entrambi i casi le squadre italiane furono scoperte e dovettero ritirarsi. La situazione per le navi italiane stava inoltre divenendo piuttosto precaria: il carbone iniziava a scarseggiare e mancavano approdi per poter effettuare eventuali riparazioni. All'una del pomeriggio del 28 settembre le pirofregate Governolo, Costituzione e Vittorio Emanuele, si ormeggiarono nei pressi della potente fortezza della Lanterna e, nonostante il continuo cannoneggiamento da parte del forte ed il vento di scirocco che complicava l'operazione, le tre navi, cui poi fu inviata in rinforzo anche la Carlo Alberto), danneggiarono pesantemente la Lanterna ed affondarono tutte le imbarcazioni ormeggiate nei suoi pressi; infine la Vittorio Emanuele, avvicinatasi ulteriormente, colpì il deposito munizioni del forte, che saltò in aria (rimasero uccisi 125 artiglieri su 150), tra le cause principali della resa della città, avvenuta l'indomani: e fu proprio sulla Carlo Alberto, alle 18.45 del 28 settembre, che venne ricevuto il maggiore Mauri, ufficiale pontificio mandato a chiedere un armistizio. Nel corso dell'assedio di Ancona la Carlo Alberto aveva sparato complessivamente 2376 colpi, ed era stata a sua volta colpita da 40 proiettili; uno dei suoi marinai, Lorenzo Zicavo, venne decorato al valore per aver raccolto e buttato in mare una granata nemica caduta sul ponte, prima che potesse scoppiare.
Il 16 ottobre 1860 la pirofregata fu nuovamente mandata a Napoli per contribuire all'eliminazione degli ultimi focolai di resistenza borbonici ed alla repressione di rivolte frattanto scoppiate in città.
Pochi mesi dopo la nave, agli ordini del capitano di vascello Antonio Millelire, partecipò al bombardamento ed alla presa di un'altra piazzaforte marittima, quella di Gaeta. Ad inizio 1861, insieme alle pirofregate Tancredi, Governolo e Fieramosca ed alla cannoniera Veloce, la Carlo Alberto si recò nelle acque di Gaeta, per informare i capi delle forze navali estere là ancorate su un eventuale attacco di quella piazzaforte da parte dei sardi, ma dovette fermarsi alle foci del Volturno per l'opposizione del viceammiraglio francese Barbier de Tinan, avendo poi il compito di scandagliare la foce del Garigliano.
La Carlo Alberto si mise all'ancora al largo di Mola di Gaeta già nel dicembre 1860, ed il 22 gennaio 1861 salpò per partecipare, insieme al resto della squadra navale, all'attacco alle fortificazioni di Gaeta: dopo essersi ormeggiata a 750 metri dai forti del porto, la pirofregata iniziò a sparare, spostandosi poi, alle 13.30, a circa 900 metri da Capo della Fortezza, riaprendo il fuoco alle 17.30. Complessivamente nella giornata del 22 gennaio la Carlo Alberto esplose 1062 proiettili (162 a granata da 20 libbre, 194 a palla da 20 libbre, 320 a granata da 40 libbre e 386 a palla da 40 libbre), venendo colpita cinque volte: una volta ad uno dei cannoni poppieri di dritta, un'altra a centro nave, due volte su un canotto ed una volta sul lato sinistro, in corrispondenza dell'albero maestro. Nel corso del 22 gennaio le navi italiane, salpate alle 9.30, avevano sparato 4.000 proiettili; gran parte delle unità della flotta aveva riportato dei danni a causa del tiro delle fortezze borboniche, mentre nel cannoneggiamento delle navi italiane era stato affondato l'avviso borbonico Etna e gravemente danneggiata la fregata Partenope. Il 23 gennaio la Carlo Alberto si riormeggiò nelle acque prospicienti Mola di Gaeta ed il 4 febbraio si mise alla fonda a 3000 metri dalla batteria di Punta Stendardo, avendo con essa un duro scambio di cannonate; si portò poi al largo di Sperlonga, Terracina e Monte Circeo e nella sera dello stesso giorno si ormeggiò al largo di Monte Orlando. Il 6 febbraio la pirofregata fu di nuovo inviata nelle acque del Circeo da cui ritornò a Mola due giorni dopo in serata. Il 12 febbraio la Carlo Alberto lasciò nuovamente Mola di Gaeta, si portò nelle acque della piazzaforte, sparò quattro bordate e quindi tornò nella sera a Mola. La resa di Gaeta avvenne il 13 febbraio 1861, in seguito all'esplosione del deposito munizioni «Transilvania»: il 14 febbraio la pirofregata assisté alla partenza di Ferdinando II sulla pirocorvetta francese Mouette ed all'alzabandiera con la bandiera italiana. Ventiquattro membri dell'equipaggio della Carlo Alberto vennero decorati di Medaglia d'argento al valor militare per le operazioni dell'assedio di Gaeta. Dopo la resa della piazzaforte la pirofregata trasportò i prigionieri borbonici nei campi di prigionia siti nelle isole del Golfo di Napoli.
La nave venne poi inviata a Messina e lì bombardò il forte della città, dove ancora resisteva una guarnigione borbonica, obbligandolo alla resa, avvenuta il 13 marzo 1861.
Appena tre giorni dopo, il 17 marzo 1861, con la nascita della Regia Marina, la Carlo Alberto venne iscritta nei ruoli della nuova Marina.
Tra il 1861 ed il novembre 1862 la pirofregata venne quindi sottoposta a Genova a lavori di rimodernamento in seguito ai quali ricevette un armamento composto da 10 cannoni rigati lunghi da 250 mm, 40 cannoni rigati da 160 mm (8 lunghi e 32 corti), 4 cannoni da sbarco da 80 libbre ed una carronata rigata Bleakney da 80 libbre.
Negli anni successivi la Carlo Alberto fu adibita a ruoli di rappresentanza e trasportò i membri di Casa Savoia in visita nelle nazioni straniere.
Nel luglio del 1866 la nave partecipò alle operazioni in Adriatico della terza guerra d'indipendenza. Inquadrata nella divisione del capitano di vascello Guglielmo Acton (comprensiva anche della pirofregata ad elica Principe Umberto, nave di bandiera di Acton, e della pirofregata a ruote Governolo) assegnata alla II Squadra dell'armata d'operazioni, la Carlo Alberto lasciò Ancona il 17 luglio 1866 – trasportando, insieme alle altre navi, una compagnia di fanti di Marina (destinata a rafforzate le forze sbarco) – per raggiungere il resto della II Squadra, che era già in mare impegnata, con la I e III Squadra, nell'attacco all'isola di Lissa. La pirofregata, insieme alle due unità sezionarie, si aggregò alla II Squadra nella mattina del 19 luglio, ed iniziò immediatamente a prendere parte alle operazioni belliche: nella giornata del 19 luglio le navi della II Squadra (tutte unità in legno, ovvero sette pirofregate ad elica e due a ruote, oltre ad una pirocorvetta ad elica), insieme alla flottiglia cannoniere del capitano di fregata Sandri (tre unità, più un avviso, un trasporto ed una nave ospedale), dapprima bombardarono i forti esterni di Porto San Giorgio, quindi effettuarono un tentativo di sbarco con 2.000 uomini a Porto Carober. Il tentativo di sbarco fallì in quanto il comandante della II Squadra, viceammiraglio Giovan Battista Albini, vedendo le scialuppe con le truppe destinate allo sbarco bersagliate da un forte tiro di fucileria, ordinò di riprendere a bordo tutte le truppe.
All'alba del 20 luglio, ricevuto un rinforzo di 500 uomini, la II Squadra si portò nuovamente nelle acque di Porto Carober per ritentare lo sbarco, ma alle 7.50 del mattino, mentre lo sbarco era già in corso, sopraggiunse la squadra navale austroungarica agli ordini del viceammiraglio Wilhelm von Tegetthoff: ebbe così inizio la battaglia di Lissa, conclusasi con una drammatica sconfitta della flotta italiana. L'ammiraglio Albini ordinò di sospendere lo sbarco e di reimbarcare in fretta le truppe, facendo rientrare le scialuppe e facendole prendere a rimorchio dalle cannoniere di Sandri: il reimbarco fu tuttavia frettoloso e non pochi equipaggiamenti vennero abbandonati e caddero quindi in mano nemica. Inoltre, Albini perse tempo a recuperare le scialuppe, compito che, secondo gli ordini, avrebbe dovuto essere di competenza della sola flottiglia Sandri. Nei piani di battaglia del comandante l'armata, ammiraglio Carlo Pellion di Persano, la II Squadra avrebbe dovuto seguire e supportare il gruppo delle corazzate, composto dalle squadre I e III con, in quel momento, dieci unità, ma Albini, che aveva rancori nei confronti di Persano, procedette così lentamente da restare molto distanziato, quindi non partecipò minimamente alla battaglia, lasciando le dieci corazzate di Persano a battersi da sole contro l'intera flotta austroungarica (26 unità). Se si eccettua l'iniziativa dei loro comandanti della Principe Umberto e della Governolo, che lasciarono il loro posto nella II Squadra per accorrere in aiuto delle corazzate ma vennero presto richiamati indietro, la II Squadra rimase del tutto inattiva per tutta la durata della battaglia, che vide la perdita, da parte italiana, delle unità corazzate Re d’Italia e Palestro. Dopo un tentativo di contrattacco ordinato da Persano ma seguito da due sole unità, e pertanto subito abortito, la battaglia si concluse verso le 14, anche se la flotta italiana rimase ad incrociare sul posto sino a sera, quando Persano ordinò infine di rientrare ad Ancona.
Successivamente a Lissa l'armata venne sciolta, e tutte le navi in legno furono fatte rientrare a Taranto.
Nel settembre 1866 la Carlo Alberto fu mandata a Palermo dove sbarcò fanti di marina per reprimere l'insurrezione scoppiata nel capoluogo siciliano.
Il 3 ottobre 1868 la vecchia pirofregata venne inviata in Spagna, dov'era scoppiata una rivoluzione, per tutelare gli interessi italiani in tale nazione.
Posta in disarmo a Napoli il 15 marzo 1869, la Carlo Alberto venne radiata il 1º agosto dello stesso anno. Fu demolita a La Spezia nel 1876.